# Wijken en buurten in Blaricum
De Nederlandse gemeente Blaricum is voor statistische doeleinden onderverdeeld in wijken en buurten. De gemeente is verdeeld in de volgende statistische wijken:
- Wijk 00 (CBS-wijkcode:037600)

Een statistische wijk kan bestaan uit meerdere buurten. Onderstaande tabel geeft de buurtindeling met kentallen volgens het Centraal Bureau voor de Statistiek (2008):
| CBS-buurtcode | Buurtnaam | Inwonertal | Opp. totaal (ha) | Opp. land (ha) | Ligging                |
| ------------- | --------- | ---------- | ---------------- | -------------- | ---------------------- |
| BU03760000    | Blaricum  | 5030       | 627              | 626            | Locatie in de gemeente |
| BU03760001    | Bijvanck  | 4010       | 488              | 487            | Locatie in de gemeente |